# Troglohyphantes roberti
Troglohyphantes roberti är en spindelart som beskrevs av Christa L. Deeleman-Reinhold 1978. Troglohyphantes roberti ingår i släktet Troglohyphantes och familjen täckvävarspindlar.
Artens utbredningsområde är Kroatien. Utöver nominatformen finns också underarten T. r. dalmatensis.